# Vuelta a Chiriquí 2012
La Vuelta Ciclista Internacional a Chiriquí 2012 est la trente-deuxième édition de la Vuelta a Chiriquí.
Óscar Sevilla en est le vainqueur.

## Équipes participantes
Trois équipes panaméennes sont opposées à six équipes latino-américaines.
| Dossards | Équipe                            | Principaux engagés                                                                                      |
| -------- | --------------------------------- | --- |
| 1-6      | Rali - Panama "A"                 | Jorge Humberto Martínez (en), Maicol Rodríguez, Fernando Ureña, Eibar Villarreal, Álvaro Montoya        |
| 7-12     | Sprocket - FEGACV                 | |
| 13-18    | Proyecto 1E -1I - Cacechi         | Jorge Castelblanco                                                                                      |
| 19-24    | FEDEME                            | |
| 25-30    | Rali - Panama "B"                 | Jorge Castillo                                                                                          |
| 31-36    | BCR - Pizza Hut                   | Fabricio Quirós, Paulo Vargas                                                                           |
| 37-42    | EPM - UNE                         | Edwin Carvajal, Rafael Infantino, Francisco Colorado, Javier Gómez, Salvador Moreno, Camilo Castiblanco |
| 43-48    | Olman Ramírez - JB Ropa deportiva | |
| 49-54    | Formesan                          | Óscar Sevilla, Iván Casas, Wilson Cepeda                                                                |

## Les étapes
| Étape     | Date        | Villes étapes                                                                      |                             | Distance (km) | Vainqueur d’étape  | Leader du classement général |
| --------- | ----------- | ---------------------------------------------------------------------------------- | --------------------------- | ------------- | ------------------ | ---------------------------- |
| 1re étape | 19 novembre | Bugaba - Bugaba                                                                    | Contre-la-montre individuel | 10            | Iván Casas         | Iván Casas                   |
| 2e étape  | 20 novembre | David - Frontière avec le Costa Rica - David                                       |                             | 95,7          | Javier Gómez       | Óscar Sevilla                |
| 3e étape  | 21 novembre | La Concepción - Puerto Armuelles - La Concepción - David                           |                             | 157,2         | Jorge Castelblanco | Óscar Sevilla                |
| 4e étape  | 22 novembre | La Concepción - David - La Concepción                                              |                             | 133,4         | Paulo Vargas       | Iván Casas                   |
| 5e étape  | 23 novembre | David - El Varital - David                                                         |                             | 30            | Rali - Panama "A"  | Iván Casas                   |
| 6e étape  | 24 novembre | Circuit dans David                                                                 |                             | 121,5         | Óscar Sevilla      | Iván Casas                   |
| 7e étape  | 25 novembre | Circuit dans David                                                                 |                             | 108,0         | Fernando Ureña     | Iván Casas                   |
| 8e étape  | 26 novembre | David - Boquerón - David                                                           | Contre-la-montre individuel | 23,4          | Iván Casas         | Iván Casas                   |
| 9e étape  | 27 novembre | David - La Concepción - David - Gualaca - Los Planes (district de Gualaca) - David |                             | 146           | Fabricio Quirós    | Óscar Sevilla                |
| 10e étape | 28 novembre | Circuit dans David                                                                 |                             | 86,4          | Camilo Castiblanco | Óscar Sevilla                |

## Classement général final
51 coureurs terminent l'épreuve.
| Classement général final | Classement général final     | Classement général final | Classement général final | Classement général final |
|                          | Coureur                      | Pays                     | Équipe                   | Temps                    |
| ------------------------ | ---------------------------- | ------------------------ | ------------------------ | ------------------------ |
| 1er                      | Óscar Sevilla                | Espagne                  | Formesan                 | en 21 h 38 min 0 s       |
| 2e                       | Jorge Humberto Martínez (en) | Colombie                 | Rali - Panama "A"        | + 28 s                   |
| 3e                       | Salvador Moreno              | Colombie                 | EPM - UNE                | + 2 min 16 s             |
| 4e                       | Rafael Infantino             | Colombie                 | EPM - UNE                | + 2 min 35 s             |
| 5e                       | Wilson Cepeda                | Colombie                 | Formesan                 | + 4 min 35 s             |
| 6e                       | Eibar Villarreal             | Panama                   | Rali - Panama "A"        | + 5 min 43 s             |
| 7e                       | Álvaro Montoya               | Colombie                 | Rali - Panama "A"        | + 6 min 5 s              |
| 8e                       | Iván Casas                   | Colombie                 | Formesan                 | + 7 min 41 s             |
| 9e                       | Edwin Carvajal               | Colombie                 | EPM - UNE                | + 8 min 1 s              |
| 10e                      | Paulo Vargas                 | Costa Rica               | BCR - Pizza Hut          | + 8 min 18 s             |
| modifier                 |                              |                          |                          |                          |

### Classements annexes
| Classement par équipes | Classement par équipes | Classement par équipes | Classement par équipes |
|                        | Équipe                 | Pays                   | Temps                  |
| ---------------------- | ---------------------- | ---------------------- | ---------------------- |
| 1re                    | Rali - Panama "A"      | Panama                 | en 63 h 45 min 55 s    |
| 2e                     | EPM - UNE              | Colombie               | + 1 min 7 s            |
| 3e                     | Formesan               | Colombie               | + 1 min 18 s           |
| modifier               |                        |                        |                        |

| Classement de la montagne | Classement de la montagne | Classement de la montagne | Classement de la montagne | Classement de la montagne |
| ------------------------- | ------------------------- | ------------------------- | ------------------------- | ------------------------- |
|                           | Coureur                   | Pays                      | Équipe                    | Point(s)                  |
| 1er                       | Salvador Moreno           | Colombie                  | EPM - UNE                 | 44 points                 |
| 2e                        | Paulo Vargas              | Costa Rica                | BCR - Pizza Hut           | 20 pts                    |
| 3e                        | Eibar Villarreal          | Panama                    | Rali - Panama "A"         | 18 pts                    |
| modifier                  |                           |                           |                           |                           |

| Classement du meilleur jeune | Classement du meilleur jeune | Classement du meilleur jeune | Classement du meilleur jeune | Classement du meilleur jeune |
|                              | Coureur                      | Pays                         | Équipe                       | Temps                        |
| ---------------------------- | ---------------------------- | ---------------------------- | ---------------------------- | ---------------------------- |
| 1er                          | Salvador Moreno              | Colombie                     | EPM - UNE                    | en 21 h 40 min 16 s          |
| 2e                           | Fabricio Quirós              | Costa Rica                   | BCR - Pizza Hut              | + 6 min 43 s                 |
| 3e                           | Jorge Castillo               | Panama                       | Rali - Panama "B"            | + 22 min 29 s                |
| modifier                     |                              |                              |                              |                              |

| Classement des étapes volantes | Classement des étapes volantes | Classement des étapes volantes | Classement des étapes volantes | Classement des étapes volantes |
| ------------------------------ | ------------------------------ | ------------------------------ | ------------------------------ | ------------------------------ |
|                                | Coureur                        | Pays                           | Équipe                         | Point(s)                       |
| 1er                            | Fernando Ureña                 | Panama                         | Rali - Panama "A"              | 41 points                      |
| 2e                             | Álvaro Montoya                 | Colombie                       | Rali - Panama "A"              | 26 pts                         |
| 3e                             | Javier Gómez                   | Colombie                       | EPM - UNE                      | 24 pts                         |
| modifier                       |                                |                                |                                |                                |

#### Classement du meilleur Panaméen
| Classement Classement du meilleur Panaméen | Classement Classement du meilleur Panaméen | Classement Classement du meilleur Panaméen | Classement Classement du meilleur Panaméen | Classement Classement du meilleur Panaméen |
|                                            | Coureur                                    | Pays                                       | Équipe                                     | Temps                                      |
| ------------------------------------------ | ------------------------------------------ | ------------------------------------------ | ------------------------------------------ | ------------------------------------------ |
| 1er                                        | Eibar Villarreal                           | Panama                                     | Rali - Panama "A"                          | en 21 h 43 min 43 s                        |
| 2e                                         | Jorge Castelblanco                         | Panama                                     | Proyecto 1E -1I - Cacechi                  | + 7 min 15 s                               |
| 3e                                         | Maicol Rodríguez                           | Panama                                     | Rali - Panama "A"                          | + 8 min 6 s                                |
| modifier                                   |                                            |                                            |                                            |                                            |

## Évolution des classements
| Étapes             | Vainqueur          | Classement général | Classement des moins de 23 ans | Classement de la montagne | Classement des étapes volantes | Classement du meilleur panaméen | Classement par équipes |
| ------------------ | ------------------ | ------------------ | ------------------------------ | ------------------------- | ------------------------------ | ------------------------------- | ---------------------- |
| 1re étape          | Iván Casas         | Iván Casas         | Javier Gómez                   | Rafael Infantino          | Óscar Sevilla                  | Maicol Rodríguez                | Formesan               |
| 2e étape           | Javier Gómez       | Óscar Sevilla      | Javier Gómez                   | Francisco Colorado        | Fernando Ureña                 | Maicol Rodríguez                | EPM - UNE              |
| 3e étape           | Jorge Castelblanco | Óscar Sevilla      | Javier Gómez                   | Francisco Colorado        | Fernando Ureña                 | Maicol Rodríguez                | EPM - UNE              |
| 4e étape           | Paulo Vargas       | Iván Casas         | Salvador Moreno                | Salvador Moreno           | Fernando Ureña                 | Eibar Villarreal                | Formesan               |
| 5e étape           | Rali - Panama "A"  | Iván Casas         | Salvador Moreno                | Salvador Moreno           | Fernando Ureña                 | Eibar Villarreal                | Formesan               |
| 6e étape           | Óscar Sevilla      | Iván Casas         | Salvador Moreno                | Salvador Moreno           | Álvaro Montoya                 | Eibar Villarreal                | Formesan               |
| 7e étape           | Fernando Ureña     | Iván Casas         | Salvador Moreno                | Salvador Moreno           | Fernando Ureña                 | Eibar Villarreal                | Formesan               |
| 8e étape           | Iván Casas         | Iván Casas         | Salvador Moreno                | Salvador Moreno           | Fernando Ureña                 | Eibar Villarreal                | Formesan               |
| 9e étape           | Fabricio Quirós    | Óscar Sevilla      | Salvador Moreno                | Salvador Moreno           | Fernando Ureña                 | Eibar Villarreal                | Rali - Panama "A"      |
| 10e étape          | Camilo Castiblanco | Óscar Sevilla      | Salvador Moreno                | Salvador Moreno           | Fernando Ureña                 | Eibar Villarreal                | Rali - Panama "A"      |
| Classements finals | Classements finals | Óscar Sevilla      | Salvador Moreno                | Salvador Moreno           | Fernando Ureña                 | Eibar Villarreal                | Rali - Panama "A"      |